# Wahlkreis Tweeddale, Ettrick and Lauderdale (Schottisches Parlament)
| Tweeddale, Ettrick and Lauderdale                     |
| ----------------------------------------------------- |
| Tweeddale, Ettrick and Lauderdale · South of Scotland |
| Gebildet                                              |
| 1999                                                  |
| Abgeschafft                                           |
| 2011                                                  |
| Regionen                                              |
| Midlothian Scottish Borders                           |

Tweeddale, Ettrick and Lauderdale war ein Wahlkreis für das Schottische Parlament. Er wurde 1999 als einer von neun Wahlkreisen der Wahlregion South of Scotland eingeführt, die im Zuge der Revision der Wahlkreise im Jahre 2011 neu zugeschnitten und in South Scotland umbenannt wurde. Hierbei wurde der Wahlkreis Tweeddale, Ettrick and Lauderdale abgeschafft. Der Großteil von Tweeddale, Ettrick and Lauderdale ging in den neuen Wahlkreis Midlothian South, Tweeddale and Lauderdale über. Tweeddale, Ettrick and Lauderdale umfasste Gebiete der Council Areas Scottish Borders und Midlothian und entsandte einen Abgeordneten. Bei Zensuserhebung 2001 lebten insgesamt 65.246 Personen innerhalb seiner Grenzen.

## Wahlergebnisse

### Parlamentswahl 1999
| Ergebnisse der Parlamentswahl 1999 | Ergebnisse der Parlamentswahl 1999 | Ergebnisse der Parlamentswahl 1999 | Ergebnisse der Parlamentswahl 1999 |
| Partei                             | Kandidat                           | Stimmen                            | %                                  |
| ---------------------------------- | ---------------------------------- | ---------------------------------- | ---------------------------------- |
| Liberal Democrats                  | Ian Jenkins                        | 12.078                             | 35,8                               |
| SNP                                | Christine Creech                   | 7600                               | 22,5                               |
| Labour                             | George McGregor                    | 7546                               | 22,4                               |
| Conservative                       | John Campbell                      | 6491                               | 19,3                               |

### Parlamentswahl 2003
| Ergebnisse der Parlamentswahl 2003 | Ergebnisse der Parlamentswahl 2003 | Ergebnisse der Parlamentswahl 2003 | Ergebnisse der Parlamentswahl 2003 | Ergebnisse der Parlamentswahl 2003 |
| Partei                             | Kandidat                           | Stimmen                            | %                                  | ±                                  |
| ---------------------------------- | ---------------------------------- | ---------------------------------- | ---------------------------------- | ---------------------------------- |
| Liberal Democrats                  | Jeremy Purvis                      | 7197                               | 27,0                               | −8,8                               |
| SNP                                | Christine Grahame                  | 6659                               | 24,9                               | +2,4                               |
| Labour                             | Catherine Maxwell Stuart           | 5757                               | 21,6                               | −0,8                               |
| Conservative                       | Derek Brownlee                     | 5686                               | 21,3                               | +2,0                               |
| Socialist                          | Norman Lockhart                    | 1055                               | 4,0                                | +4,0                               |
| People’s Alliance                  | Alexander Black                    | 346                                | 1,3                                | +1,3                               |
| Wahlbeteiligung: 26.700 (52,44 %)  |                                    |                                    |                                    |                                    |

### Parlamentswahl 2007
| Ergebnisse der Parlamentswahl 2007 | Ergebnisse der Parlamentswahl 2007 | Ergebnisse der Parlamentswahl 2007 | Ergebnisse der Parlamentswahl 2007 | Ergebnisse der Parlamentswahl 2007 |
| Partei                             | Kandidat                           | Stimmen                            | %                                  | ±                                  |
| ---------------------------------- | ---------------------------------- | ---------------------------------- | ---------------------------------- | ---------------------------------- |
| Liberal Democrats                  | Jeremy Purvis                      | 10.656                             | 35,1                               | +8,1                               |
| SNP                                | Christine Grahame                  | 10.058                             | 33,2                               | +8,3                               |
| Conservative                       | Derek Brownlee                     | 5594                               | 18,4                               | −2,9                               |
| Labour                             | Catherine Maxwell Stuart           | 4019                               | 13,2                               | −8,4                               |
| Wahlbeteiligung: 30.327 (56,59 %)  |                                    |                                    |                                    |                                    |